# وایکری، استرالیای جنوبی
وایکری (به انگلیسی: Waikerie) یک شهرک در استرالیا است که در استرالیای جنوبی واقع شده‌است.